# Pedra Gentil

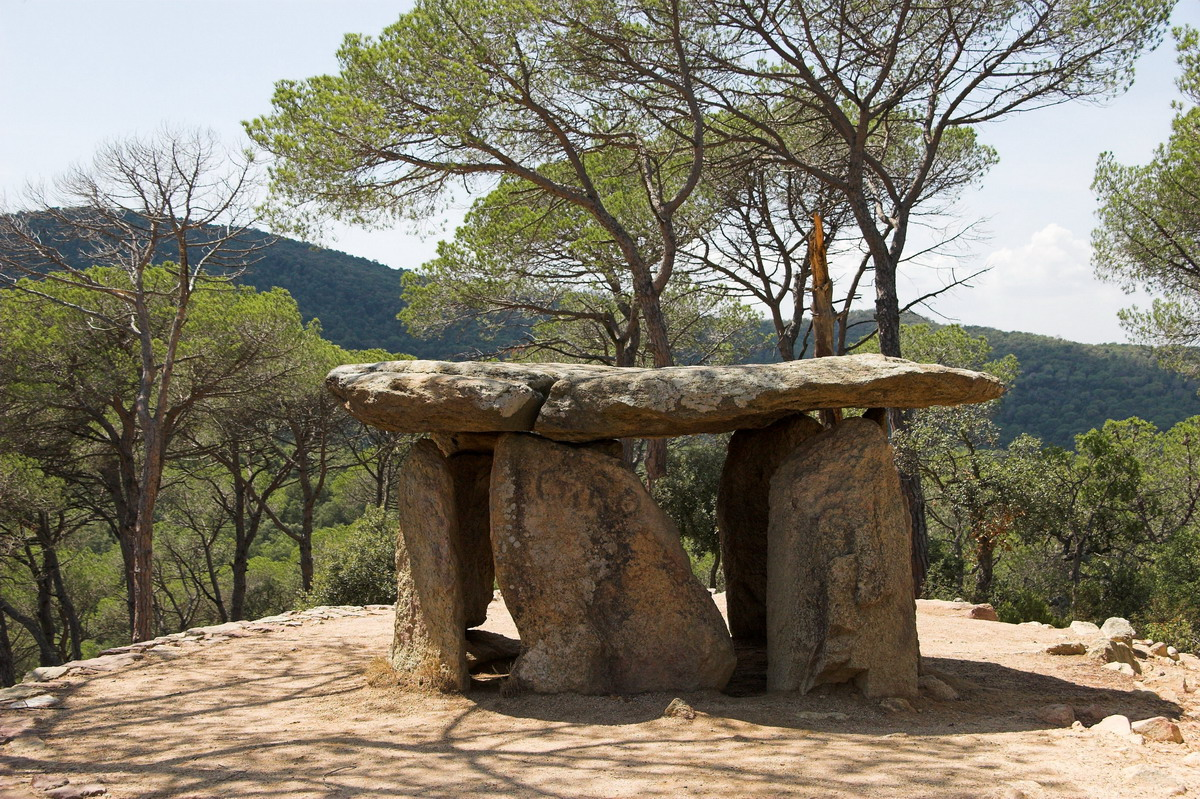
Pedra Gentil

Der Dolmen Pedra Gentil (auch Dolmen de Vallgorguina genannt) ist eine Megalithanlage in der Gemeinde Vallgorguina im Vallès Oriental in Katalonien in Spanien.
Der 1878 von Joaquim Vayreda und Josep Saderra entdeckte einfache Dolmen stammt aus dem Chalkolithikum, ist etwa 4000 Jahre alt und liegt auf einem Hügel in der Nähe der Ruinen des Klosters Santa Eulàlia de Tapioles im Parc Natural del Montnegre i el Corredor.
Der horizontal aufliegende Deckstein ist zerbrochen und ein Teil der sieben Tragsteine wurde versetzt bzw. in der Höhe durch Auflieger ergänzt, um die ursprüngliche Höhe zu halten. Die Kammer ist etwa 1,9 m lang, 1,6 m breit und 1,1 m hoch. Der Dolmen wurde bereits 1885 vom Eigentümer des Grundstücks restauriert.
Die Legende besagt, dass der Ort ein Treffpunkt von Hexen war. Heutzutage finden hier Feiern zur Nit de Sant Joan (Johannistag) statt. Im 19. Jahrhundert wurde er „Pedra Gelada“ genannt.